# Relations entre le Ghana et le Togo
Les relations diplomatiques entre le Ghana et le Togo ont traversé de nombreuses épreuves et ont évolué au fil des décennies, passant par des périodes de tensions et de coopération. Ces deux nations d'Afrique de l'Ouest, bien qu'étant géographiquement proches et culturellement similaires, ont des histoires politiques distinctes, marquées par des influences coloniales différentes et par des contextes internes complexes. L'histoire des relations entre le Ghana et le Togo est notamment façonnée par les migrations de populations entre les deux pays et les défis économiques et politiques rencontrés par chacun. Ces facteurs ont joué un rôle déterminant dans l’évolution de leurs relations diplomatiques, qui sont aujourd’hui régies par des considérations économiques, sécuritaires et régionales, dans le cadre de l’Union africaine (UA) et de la Communauté économique des États de l’Afrique de l’Ouest (CEDEAO).

## Histoire

### L'ère coloniale
L’histoire des relations entre le Ghana et le Togo remonte à l’époque coloniale, marquée par la séparation de nombreuses communautés ethniques et la mise en place de frontières artificielles qui affectent toujours la géopolitique régionale. Avant la Première Guerre mondiale, l'actuel Togo existait sous le nom de Togoland qui était une colonie allemande dont le territoire englobait celui du Togo actuel et des régions ghanéennes de la Volta et du Nord. Cependant, avec la défaite de l'Allemagne lors de la guerre, la Société des Nations le Togoland en deux territoires distincts et les partagea entre la Grande-Bretagne et à la France sous forme de mandats.

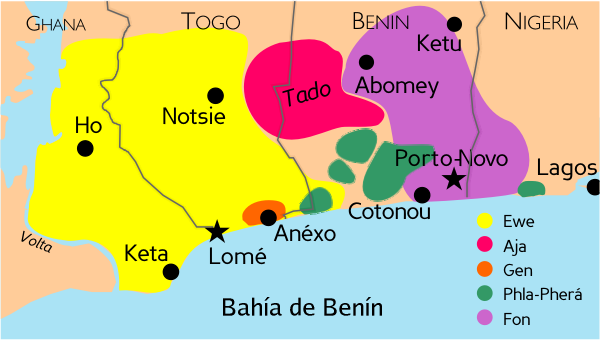
Carte représentant la répartition des différents groupes ethniques autour du sur du Togo.

Ce partage du Togoland entre la France avec le Togo français et la Grande-Bretagne avec le Togoland britannique crée des tensions internes parmi les peuples autochtones, notamment les Ewe, un groupe ethnique important qui se trouve désormais divisé entre les deux puissances coloniales. La zone sous tutelle britannique est intégrée à la Côte-de-l'Or britannique, qui deviendra plus tard le Ghana, tandis que la zone sous tutelle française deviendra le Togo, un territoire séparé politiquement et administrativement. Cette séparation a entraîné des conséquences durables pour les deux pays, notamment en termes de relations ethniques, sociales et politiques.
Les Ewe, qui se trouvent désormais séparés, continuent de maintenir des liens sociaux, commerciaux et familiaux entre les deux territoires. Ainsi, dès la période coloniale, une migration transfrontalière se met en place, alimentée par des raisons économiques et culturelles, mais aussi par les politiques coloniales qui bouleversent les structures sociales locales. Ce mouvement de populations continue de jouer un rôle clé dans les relations bilatérales entre le Ghana et le Togo après l'indépendance.

### L'indépendance et les premières relations diplomatiques
L'indépendance du Ghana en 1957 est un moment marquant dans l’histoire de l'Afrique. Le pays devient ainsi le premier sur le continent à se libérer du colonialisme britannique. Le premier président du Ghana, Kwame Nkrumah, devient une figure emblématique du panafricanisme, un mouvement visant à l’unification des nations africaines et à la fin du colonialisme. Cette vision panafricaine de Nkrumah cherche à promouvoir une Afrique unie et autonome. Cependant, cette approche, bien que révolutionnaire, se distingue nettement de celle du Togo, qui, sous la direction de Sylvanus Olympio, adopte une politique plus modérée. Olympio, élu en 1960 après l'indépendance, cherche à maintenir une politique d'équilibre tout en consolidant la stabilité interne du Togo, un pays qui faisait face à des défis de gouvernance post-coloniale.
Dès le début, les relations diplomatiques entre les deux pays sont donc marquées par des différences idéologiques. Le Ghana, sous la houlette de Nkrumah, se positionne comme un leader dans le mouvement panafricain, tandis que le Togo préfère une politique de non-alignement et une approche plus pragmatique des relations internationales. Toutefois, malgré ces différences, les deux pays reconnaissent l’importance de maintenir des relations diplomatiques, notamment sur des questions telles que la coopération économique et la gestion des populations transfrontalières.
Nkrumah, qui plaide pour une unification politique et économique de l’Afrique, a vu le Togo comme un partenaire stratégique dans sa quête d’unité continentale, mais les politiques internes du Togo, ainsi que la prudence du président Olympio, ont limité la portée de cette coopération dans les premières années suivant l’indépendance.

## Les différents problèmes et leurs répercussions

### Le Togoland et les conséquences sur les populations frontalières
Le Togoland allemand est un facteur clé des migrations transfrontalières entre le Ghana et le Togo. Bien que la frontière entre les deux pays soit formellement établie, les liens culturels, ethniques et sociaux entre les populations vivant des deux côtés de la frontière sont forts, en particulier parmi les Ewe. Cette séparation a engendré une série de migrations, parfois clandestines, entre les deux territoires, alimentées par des raisons économiques, culturelles et familiales et a fait des mouvements indépendentistes du peuple Ewe vivant à l'est du Ghana sous le nom de Togoland de l'Ouest.
Les Ewe, qui se retrouvaient souvent divisés par la frontière coloniale, ont maintenu des réseaux sociaux et commerciaux à travers cette ligne de démarcation. Ces migrations transfrontalières ont alimenté des relations complexes entre les deux pays, et bien que les gouvernements ghanéens et togolais aient cherché à gérer ces flux migratoires, ils ont également dû faire face aux défis posés par la gestion de ces populations. Cette situation est particulièrement marquée par l’histoire de l’immigration après les indépendances, où une forte émigration togolaise vers le Ghana a été observée en raison de la politique de Gnassingbé Eyadéma et des tensions internes au Togo.
De plus, les migrations ne se limitaient pas uniquement aux Ewe. De nombreux Togolais ont cherché refuge au Ghana à la suite de la répression politique au Togo, surtout après l’assassinat de Sylvanus Olympio en 1963 et lors des coups d’État successifs au Togo dans les décennies suivantes. Ces mouvements de populations ont parfois causé des tensions diplomatiques entre les deux pays, qui ont dû trouver un équilibre entre leur gestion des réfugiés et la préservation de la stabilité interne,.

## Les relations économiques et commerciales

### Les échanges transfrontaliers informels
Le commerce informel joue un rôle clé dans les relations économiques entre le Ghana et le Togo. Les marchés transfrontaliers, notamment ceux de Lomé et d’Aflao, facilitent des échanges de biens tels que les textiles, les produits agricoles et les denrées alimentaires. Ces flux commerciaux, bien que non réglementés, constituent une source de revenus essentielle pour les communautés frontalières. Cependant, les autorités des deux pays ont souvent du mal à contrôler ces échanges, ce qui entraîne des pertes fiscales importantes.

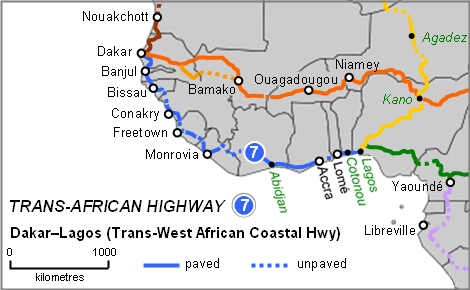
Carte routière de l'autoroute d'Afrique de l'Ouest.

### Les infrastructures et la coopération économique
Malgré les tensions historiques, le Ghana et le Togo ont cherché à coopérer sur des projets d’infrastructures régionales. L’autoroute Lomé-Accra est un exemple concret de cette coopération, facilitant les échanges commerciaux et la mobilité des personnes entre les deux pays. Par ailleurs, les deux nations collaborent au sein de la CEDEAO pour promouvoir l’intégration économique régionale, bien que des désaccords subsistent sur certaines politiques tarifaires et douanières.

### Les enjeux énergétiques

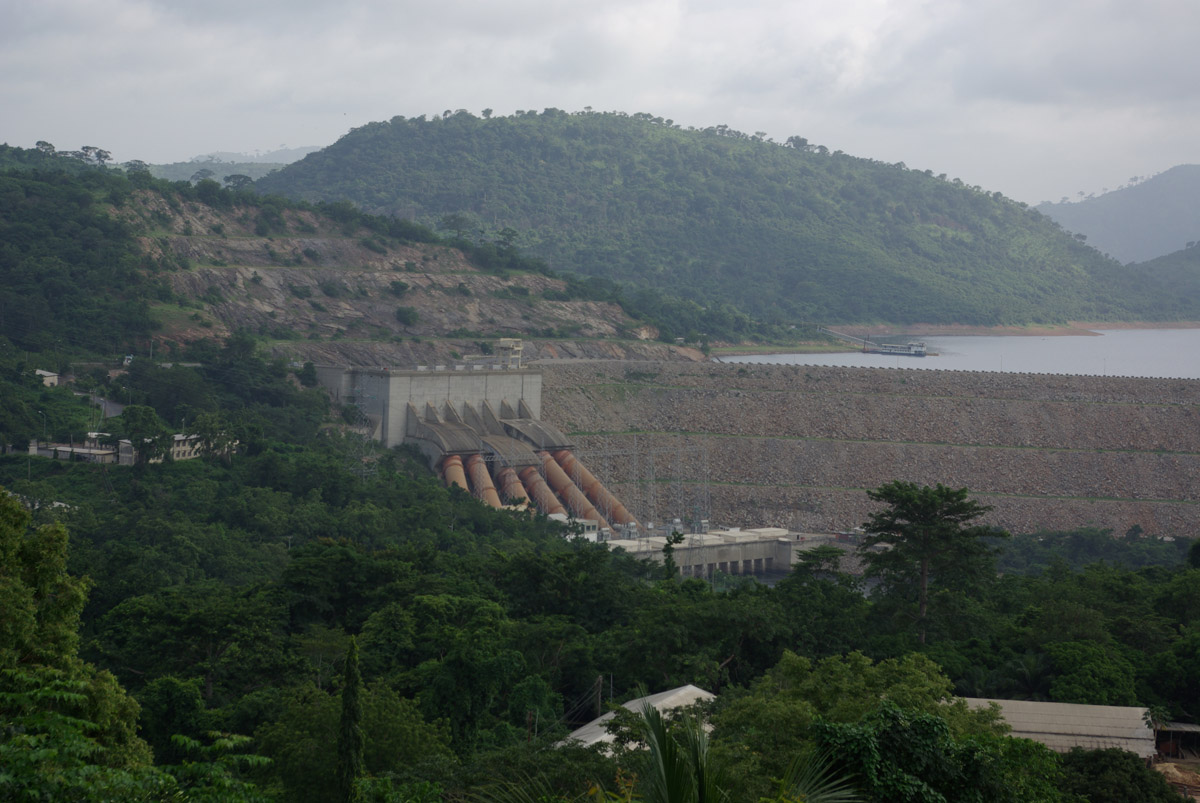
Photographie du Barrage d'Akosombo.

Le Ghana, grâce à son barrage d’Akosombo, est un fournisseur majeur d’électricité pour le Togo. Cette dépendance énergétique du Togo vis-à-vis de son voisin ghanéen a parfois été une source de tensions, notamment en cas de pénurie ou de hausses tarifaires. Cependant, des accords bilatéraux ont permis de stabiliser cette relation dans les dernières années, contribuant à renforcer une coopération mutuellement bénéfique.

## Les défis sécuritaires et la lutte contre le terrorisme

### Les frontières poreuses et le trafic transnational
La frontière entre le Ghana et le Togo, longue de près de 877 kilomètres, est difficile à sécuriser. Cette porosité facilite non seulement les migrations illégales, mais aussi le trafic de drogue, d’armes et d’êtres humains. Les deux pays ont donc intensifié leur coopération dans le domaine de la sécurité, en menant des opérations conjointes pour lutter contre ces fléaux.

### La menace terroriste dans la sous-région
Avec la montée de l’insécurité liée aux groupes djihadistes opérant au Sahel, le Ghana et le Togo ont renforcé leur collaboration pour prévenir les infiltrations terroristes dans leurs territoires respectifs. Cette coopération passe par des échanges de renseignements et des patrouilles militaires conjointes le long de leur frontière commune. Ces efforts visent à garantir la stabilité régionale et à protéger les populations vulnérables des zones frontalières.

## Les perspectives d’avenir

### Une intégration régionale renforcée
Malgré les défis historiques et actuels, le Ghana et le Togo semblent déterminés à renforcer leurs relations dans le cadre de la CEDEAO et de l’Union africaine. Les initiatives visant à harmoniser les politiques économiques et à améliorer les infrastructures transfrontalières sont des étapes clés pour renforcer l’intégration régionale.

### La gestion des tensions ethniques et culturelles
Les gouvernements des deux pays doivent continuer à travailler sur la résolution des tensions liées à la question des Ewe (avec le mouvement d'unification Ewe) et à la division du Togoland. La mise en place de forums transfrontaliers impliquant les communautés locales pourrait contribuer à apaiser les frustrations historiques et à renforcer les liens sociaux entre les deux nations.